# Lista koncertów Alice in Chains

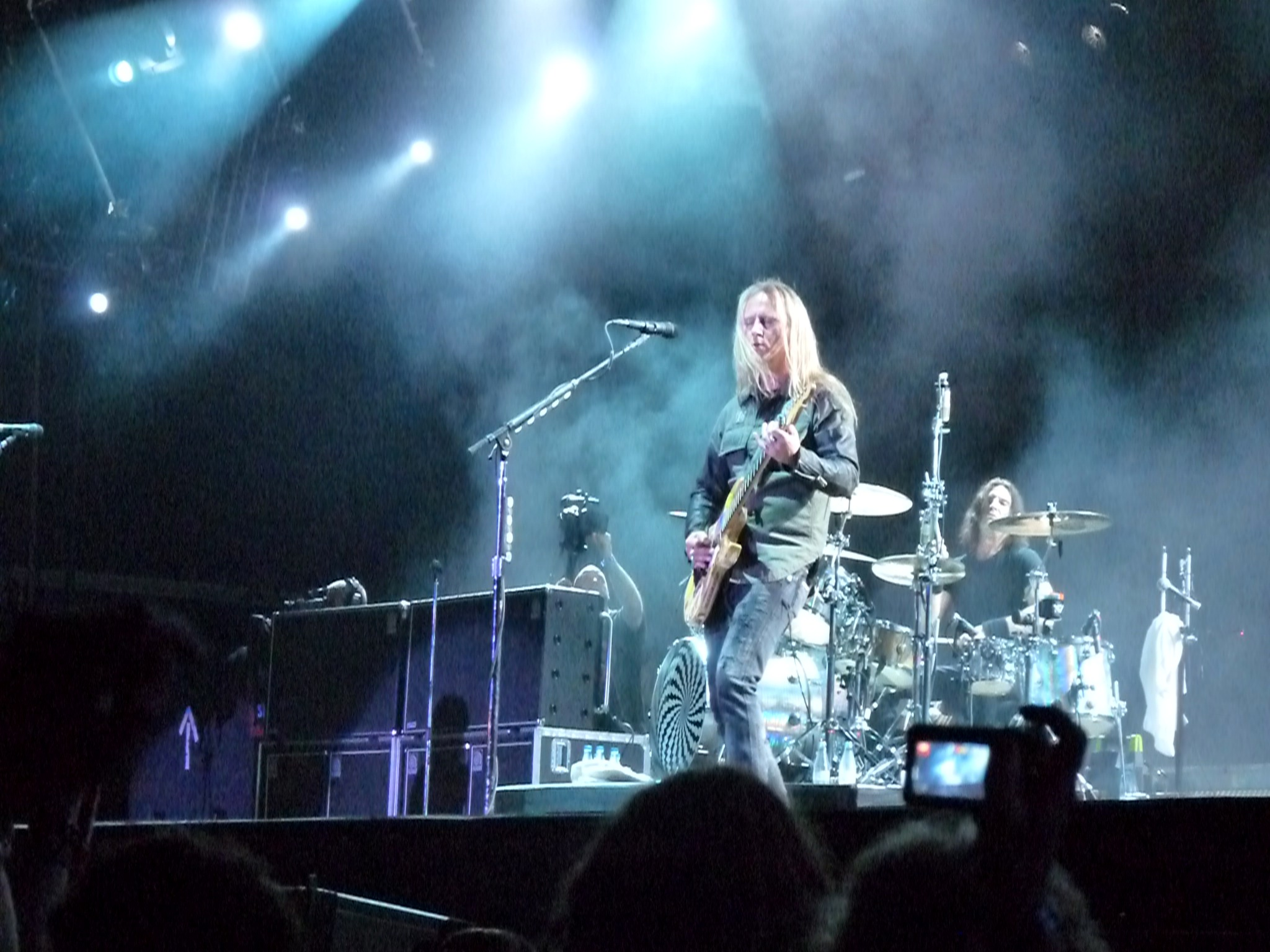
Alice in Chains w trakcie koncertu w miejscowości Bilbao, 9 lipca 2010

Lista koncertów Alice in Chains – zbiór, będący chronologicznie ułożonym kalendarium koncertowym amerykańskiego zespołu Alice in Chains w okresie całej działalności muzycznej. Grupa powstała w 1987 w Seattle w stanie Waszyngton. Na początku lat 90. występowała głównie jako support dla takich wykonawców jak Extreme, Iggy Pop, Megadeth i Van Halen. W późniejszym czasie zespół koncertował na różnych festiwalach muzycznych, wraz z takimi wykonawcami jak Ozzy Osbourne, Primus, Rage Against the Machine i Tool. Ostatnie tournée z wokalistą Layne’em Staleyem miało miejsce latem 1996, kiedy zespół otwierał występy formacji Kiss w ramach Alive/Worldwide Tour. Z powodu pogłębiających się problemów uzależnienia Staleya od narkotyków, muzycy zrezygnowali z dalszej aktywności koncertowej i zawiesili działalność. Powrót nastąpił w 2005. Rok później skład zespołu został uzupełniony o wokalistę Williama DuValla, który zastąpił zmarłego w kwietniu 2002 Staleya.
Jedynymi stałymi członkami formacji do dziś pozostają gitarzysta i wokalista Jerry Cantrell i perkusista Sean Kinney. Basista Mike Inez dołączył do grupy w styczniu 1993, zastępując Mike’a Starra.

## Lata 80.
| Lata | Trasa                        | Czas trwania                    | Ilość koncertów | Support | Źródło        |
| --- | ---------------------------- | ------------------------------- | --------------- | --- | ------------- |
| 1988 | –                            | 15 stycznia–28 grudnia 1988     | 5               | 7th Stranger • Variant Cause | [ 16 ] [ 17 ] |
| - Pierwsze koncerty zespołu, występującego pod nazwą Diamond Lie.                                                                            |                              |                                 |                 | |               |
| 1989–1990 | 1989/1990 United States Tour | 10 lutego 1989–18 stycznia 1990 | 36              | Bam Bam • Bible Stud • Bitter End • Black is Black • Brother Speed • Cat Butt • Daddy Hate Box • Dead Flowers • Electric Ballroom • The Garden • Hungry Crocodiles • Izabella’s Dream • Love Battery • My Sister’s Machine • Nasty Habitz • PD-2 • The Purdins • Shannon’s X • Son of Man • Teacher’s Petz • Tramp Alley • War Babies • Whiskey Fix | [ 17 ] [ 18 ] |
| - Pierwszy duży cykl koncertów zespołu. Występy w roli supportu przed 24-7 Spyz, Danger Danger, Mother Love Bone, Tora Tora, Vain i Warrant. |                              |                                 |                 | |               |

## Lata 90.
| Lata | Trasa                    | Czas trwania                      | Ilość koncertów | Support | Źródło               |
| --- | ------------------------ | --------------------------------- | --------------- | --- | -------------------- |
| 1990 | Pornograffiti Tour       | luty–marzec 1990                  | 9               | Angel Heart | [ 18 ]               |
| - Występ w ramach Pornograffiti Tour jako support zespołu Extreme. |                          |                                   |                 | |                      |
| 1990–1992 | Facelift Tour            | 1 czerwca 1990–23 stycznia 1992   | 159             | Bonefactory • BulletBoys • Derelicts • Dose Dumpster • Electric Love Hogs • I Love You • L7 • Love on Ice • Lukin • Lynch Mob • Pearl Jam • Screaming Trees • Sleep Capsule • Son of Man • Spinal Tap • Sweet Water • Thick as Thieves • Thunder | [ 18 ] [ 19 ] [ 20 ] |
| - Trasa koncertowa promująca album studyjny Facelift. Występy jako support przed Extreme w ramach Pornograffiti Tour, Iggy Popem w ramach Brick By Brick Tour, Megadeth i The Almighty w ramach Oxidation of the Nations Tour oraz Van Halen w ramach For Unlawful Carnal Knowledge Tour. |                          |                                   |                 | |                      |
| 1991 | Clash of the Titans      | 16 maja–14 lipca 1991             | 49              | | [ 19 ]               |
| - Występy w ramach Clash of the Titans jako support thrashmetalowych zespołów Anthrax, Megadeth i Slayer. |                          |                                   |                 | |                      |
| 1992 | Shitty Cities Tour       | 23 sierpnia–4 września 1992       | 9               | Gruntruck | [ 20 ]               |
| - Letnia, przedpremierowa trasa koncertowa po miastach położonych na północno-zachodnim wybrzeżu. |                          |                                   |                 | |                      |
| 1992–1993 | Down in Your Hole Tour   | 15 września 1992–4 listopada 1993 | 166             | Blind Melon • Biquini Cavadão • Circus of Power • Clawfinger • DeFalla • Gruntruck • Masters of Reality • My Sister’s Machine • The Poor • Screaming Trees • Sepultura • Suicidal Tendencies • Sweet Water • TAD • Ugly Kid Joe • The Wildhearts | [ 20 ] [ 24 ]        |
| - Występy w ramach trasy promującej album studyjny Dirt oraz jako support na trasie No More Tours Ozzy’ego Osbourne’a. |                          |                                   |                 | |                      |
| 1993 | Lollapalooza Tour 93     | 18 czerwca–7 sierpnia 1993        | 35              | | [ 24 ]               |
| - Trasa koncertowa festiwalu muzyki alternatywnej Lollapalooza. Występy na głównej scenie obok Arrested Development, Babes in Toyland, Dinosaur Jr., Fishbone, Front 242, Primus, Rage Against the Machine i Tool.                                                                        |                          |                                   |                 | |                      |
| 1994 | Shit Hits the Sheds Tour | 17–31 lipca 1994                  | 11              | | [ 26 ]               |
| - Planowane występy wraz z zespołami Danzig, Fight i Suicidal Tendencies w ramach trasy Shit Hits the Sheds Tour, jako support zespołu Metallica. |                          |                                   |                 | |                      |
| 1996 | 1996 North America Tour  | 28 czerwca–3 lipca 1996           | 4               | Sponge | [ 26 ]               |
| - Występy w ramach Alive/Worldwide Tour jako support przed zespołem Kiss. |                          |                                   |                 | |                      |

## Od 2006
| Lata | Trasa                             | Czas trwania                      | Ilość koncertów | Support | Źródło               |
| --- | --------------------------------- | --------------------------------- | --------------- | --- | -------------------- |
| 2006 | Finish What we Started Tour       | 16 maja–28 listopada 2006         | 88              | Bloodsimple • The Hedrons • Hurt • Modern Day Zero • Rye Coalition • Seemless • Shooter Jennings • Sirens Sister • Stone Sour                                                                           | [ 28 ] [ 29 ]        |
| - Reaktywacyjna trasa zespołu. |                                   |                                   |                 | |                      |
| 2007 | 2007 North American Tour          | 5 sierpnia–12 grudnia 2007        | 54              | Kill Hannah • Sparta | [ 31 ]               |
| - Występy jako support dla zespołu Velvet Revolver w ramach Re-Evolution Tour.                                                               |                                   |                                   |                 | |                      |
| 2009 | Australian Tour 2009              | 21 lutego–2 marca 2009            | 7               | Maylene and the Sons of Disaster | [ 32 ]               |
| - Trasa koncertowa po Australii. Występy zespołu między innymi w ramach Soundwave Festival.                                                  |                                   |                                   |                 | |                      |
| 2009–2010 | Black Gives Way to Blue Tour      | 4 września 2009–7 sierpnia 2010   | 118             | Creature with the Atom Brain • Dead by Sunrise • Halestorm • Healthy Minds Collapse • Little Fish • Living Things • Middle Class Rut • The Parlor Mob • Shooter Jennings • Sunshine • The Xcerts        | [ 33 ] [ 34 ] [ 35 ] |
| - Trasa koncertowa promująca album studyjny Black Gives Way to Blue.                                                                         |                                   |                                   |                 | |                      |
| 2010 | Blackdiamondskye                  | 16 września–16 października 2010  | 19              | Deftones • Mastodon | [ 37 ]               |
| - Trasa koncertowa po miastach Ameryki Północnej.                                                                                            |                                   |                                   |                 | |                      |
| 2013–2014 | The Devil Put Dinosaurs Here Tour | 25 kwietnia 2013–27 sierpnia 2014 | 105             | Black Label Society • Bloodnstuff • Bullet for My Valentine • Chevelle • Danko Jones • Down • Ghost • Halestorm • Ithem • Kongos • Monster Truck • MonstrO • O’Brother • The Pack A.D. • Walking Papers | [ 39 ] [ 40 ]        |
| - Trasa koncertowa promująca studyjny album The Devil Put Dinosaurs Here.                                                                    |                                   |                                   |                 | |                      |
| 2013 | Uproar Festival                   | 9 sierpnia–15 września 2013       | 25              | | [ 41 ]               |
| - Trasa w ramach Uproar Festival. |                                   |                                   |                 | |                      |
| 2015 | 2015 North American Tour          | 17 lipca–18 września 2015         | 22              | The Pink Slips | [ 42 ] [ 43 ]        |
| - Letnia trasa koncertowa po miastach Ameryki Północnej.                                                                                     |                                   |                                   |                 | |                      |
| 2016 | 2016 North American Tour          | 8 kwietnia–8 października 2016    | 38              | The New Regime • The Pink Slips • Puddles Pity Party • Staticland | [ 44 ] [ 45 ]        |
| - Letnia trasa koncertowa po miastach Ameryki Północnej oraz występy jako support przed Guns N’ Roses w ramach Not in This Lifetime... Tour. |                                   |                                   |                 | |                      |
| 2018 | 2018 Tour                         | 28 kwietnia–18 lipca 2018         | 36              | King Krule • Starbenders • Walking Papers | [ 47 ]               |
| - Letnia, przedpremierowa trasa koncertowa w Ameryce Północnej, Europie i Azji.                                                              |                                   |                                   |                 | |                      |
| 2018–2019 | Rainier Fog Tour                  | od 22 sierpnia 2018               |                 | Black Rebel Motorcycle Club • Black Star Riders • Blood Red Shoes • Criminal • Humo del Cairo • King Krule • Mother’s Cake • The Pink Slips • Rival Sons • Starbenders • Walking Papers                 | [ 48 ] [ 49 ] [ 50 ] |
| - Trasa koncertowa promująca album studyjny Rainier Fog.                                                                                     |                                   |                                   |                 | |                      |